# Ganoderma chilense
Ganoderma chilense är en svampart som först beskrevs av Elias Fries, och fick sitt nu gällande namn av Narcisse Theophile Patouillard 1889. Ganoderma chilense ingår i släktet Ganoderma och familjen Ganodermataceae.   Inga underarter finns listade i Catalogue of Life.